# جورج ميريت (لاعب كرة قاعدة)
جورج ميريت (بالإنجليزية: George Merritt)‏ هو لاعب كرة قاعدة أمريكي، ولد في 14 أبريل 1880 في باترسون في الولايات المتحدة، وتوفي في 21 فبراير 1938 في ممفيس في الولايات المتحدة.

## وصلات خارجية
- جورج ميريت على موقعبيزبول رفرنس.كوم (الدوري الرئيسي) (الإنجليزية)
- جورج ميريت على موقعبيزبول رفرنس.كوم (الدوري الثانوي) (الإنجليزية)